# IFK Stockholm
IFK Stockholm är en idrottsförening i Stockholm. IFK Stockholm bildades den 1 februari 1895 och var den allra första av de många kamratföreningarna runt om i Sverige. Föreningen höll till en början till på Östermalm, men sedan 1971 har man sin verksamhet i Skärholmen i Stockholms södra förorter.
På programmet står bland annat fotboll, simning, boule och bowling, tidigare även bandy och ishockey. Bland de mer bemärkta profilerna kan nämnas landslagsmålvakterna Eddie Gustafsson och Magnus Hedman samt anfallaren Rolf "Kocken" Andersson. Kurt Hamrin avslutade sin karriär i herrlaget när de spelade i division 3 säsongen 1972.
Klubben nådde svenska mästerskapsfinalen i bandy 1910, men förlorade mot IFK Uppsala. Klubben har spelat sju säsonger i Sveriges högsta division i bandy, senaste säsongen 1966/1967.

## Fotbollsmeriter
- Svenska mästerskap:
  - Tvåa (1): 1905
- Corinthian Bowl:
  - Tvåa (2): 1906, 1907
- Svenska Fotbollspokalen:
  - Tvåa (2): 1903 II
- Wicanderska välgörenhetsskölden:
  - Vinnare (4): 1905, 1906, 1911, 1912
- Kamratmästerskapen:
  - Vinnare (5): 1903, 1905, 1906, 1907, 1908
  - Tvåa (6): 1911, 1912, 1913, 1914, 1919, 1922

## Ishockey
IFK Stockholm var bland pionjärerna inom svensk ishockey och deltog både i det första seriespelet och det första svenska mästerskapet 1922. Man fortsatte delta i SM fram till 1940-talet, men efterhand mer sporadiskt. Som bäst nådde man semifinal 1923 och 1924. I seriespel spelade man i högsta serien till 1927 och återkom sedan 1933/34 och 1954/55. Annars präglades seriespelet av kraftiga svängningar ibland med nedflyttning två säsonger i rad. I slutet av 1960-talet lämnar man Division II för gott och återkommer aldrig till de högre serierna. Sedan 2007 har man inget A-lag i seriespel.
| Säsong                                                                            | Division                         | Placering | SM/kval/upp-/nerflyttning                                  |
| --------------------------------------------------------------------------------- | -------------------------------- | --------- | ---------------------------------------------------------- |
| 1922                                                                              | Träningsserien                   | 5         | SM: Utslagna i andra omgången av Nacka                     |
| 1923                                                                              | Klass I                          | 4         | SM: Utslagna i semifinalen av Djurgården                   |
| 1924                                                                              | Klass I                          | 5         | SM: Utslagna i semifinalen av Djurgården                   |
| 1925                                                                              | Klass I                          | 3         | SM: Utslagna i andra kvalomgången av Nacka                 |
| 1926                                                                              | Klass I                          | 4         | SM: Utslagna i andra omgången av Nacka                     |
| 1927                                                                              | Klass I                          | 7         | nerflyttade                                                |
| 1927/1928                                                                         | Klass I                          | 6         | nerflyttade                                                |
| 1928/1929                                                                         | Klass II                         | 6         | SM: Utslagna i första omgången av Nacka                    |
| 1929/1930                                                                         | Klass II                         | 3         |                                                            |
| 1930/1931                                                                         | Klass II                         | 2         | uppflyttade SM: Utslagna i kvalomgången av Liljanshof      |
| 1931/1932                                                                         | Klass I                          | 4         | SM: Utslagna i kvalomgången av IK Göta                     |
| 1932/1933                                                                         | Klass I                          | 2         | uppflyttade                                                |
| 1933/1934                                                                         | Elitserien                       | 7         | nerflyttade SM: Utslagna i andra omgången av AIK           |
| 1934/1935                                                                         | Klass I                          | 8         | nerflyttade                                                |
| 1935/1936                                                                         | Klass II                         | 1         | uppflyttade                                                |
| 1936/1937                                                                         | Klass I                          | 8         | nerflyttade                                                |
| 1937/1938                                                                         | Stockholmsserien Klass II        | 1         | uppflyttade SM: Utslagna i andra kvalomgången av Traneberg |
| 1938/1939                                                                         | Klass I                          | 6         |                                                            |
| 1939/1940                                                                         | Klass I                          | 8         | nerflyttade SM: Utslagna i första omgången av Vesta        |
| 1940/1941                                                                         | Klass II                         | 6         |                                                            |
| 1941–1944 spelade man i lägre divisioner                                          |                                  |           |                                                            |
| 1944/1945                                                                         | Division II Östra                | 3         | SM: Utslagna i andra kvalomgången av Karlberg              |
| 1945/1946                                                                         | Division II Östra                | 1         | 3:a i kvalserien                                           |
| 1946/1947                                                                         | Division II Östra                | 3         |                                                            |
| 1947/1948                                                                         | Division II Östra                | 2         |                                                            |
| 1948/1949                                                                         | Division II Östra                | 5         | nerflyttade                                                |
| 1949/1950                                                                         | Division III Östsvenska Södra    | 4         |                                                            |
| 1950/1951                                                                         | Division III Östsvenska Östra    | 6         | nerflyttade                                                |
| 1951/52 spelade man i lägre serier                                                |                                  |           |                                                            |
| 1952/1953                                                                         | Division III Östsvenska Östra    | 1         | uppflyttade                                                |
| 1953/1954                                                                         | Division II Södra A              | 1         | Kval: Besegrar Alvesta                                     |
| 1954/1955                                                                         | Division I Södra                 | 6         | nerflyttade                                                |
| 1955/1956                                                                         | Division II Östra B              | 4         |                                                            |
| 1956/1957                                                                         | Division II Västra A             | 5         |                                                            |
| 1957/1958                                                                         | Division II Västra A             | 8         | nerflyttade                                                |
| 1958/1959                                                                         | Division III Norra Västsvenska B | 2         |                                                            |
| 1959/1960                                                                         | Division III Norra Västsvenska B | 2         |                                                            |
| 1960/1961                                                                         | Division III Norra Västsvenska B | 1         | 3:a i kvalserien                                           |
| 1961/1962                                                                         | Division III Södra Östsvenska B  | 3         |                                                            |
| 1962/1963                                                                         | Division III Södra Östsvenska B  | 2         |                                                            |
| 1963/1964                                                                         | Division III Södra Östsvenska A  | 1         | uppflyttade                                                |
| 1964/1965                                                                         | Division II Östra B              | 3         |                                                            |
| 1965/1966                                                                         | Division II Östra B              | 4         |                                                            |
| 1966/1967                                                                         | Division II Östra B              | 4         |                                                            |
| 1967/1968                                                                         | Division II Östra B              | 13        | nerflyttade                                                |
| 1968–2007 spelade man i lägre serier. Efter 2007 har man inget A-lag i seriespel. |                                  |           |                                                            |

Anmärkningar
1. ↑  Sedan föregående säsong hade man genomfört en serieomläggning. Klass I var ny andradivisionen.